# شین‌نوسکه میتسوشیما
شین‌نوسکه میتسوشیما (انگلیسی: Shinnosuke Mitsushima؛ زادهٔ ۳۰ مهٔ ۱۹۸۹) هنرپیشه اهل ژاپن است.